# Les Horvath
Leslie Horvath, detto Les (South Bend, 12 ottobre 1921 – Glendale, 14 novembre 1995), è stato un giocatore di football americano statunitense che ha giocato nel ruolo di halfback nella National Football League (NFL). Al college giocò a football all'Università statale dell'Ohio vincendo l'Heisman Trophy, il massimo riconoscimento individuale a livello universitario.

## Carriera
Horvath entrò a Ohio State nel 1939 e nella squadra di football nell'anno successivo. Giocò come halfback di riserva nella squadra del 1942 allenata da Paul Brown che vinse il primo titolo nazionale della storia dell'istituto. Horvath si laureò quell'anno e si spostò nella scuola odontoiatrica di Ohio State. Nel 1944, tuttavia, l'allenatore di Ohio State Carroll Widdoes gli chiese di tornare in squadra, avvantaggiandosi della regola di quegli anni che permetteva agli studenti laureati con un anno di eleggibilità rimanente di giocare. Horvath acconsentì e guidò i Buckeyes a un record di 9–0 e al secondo posto nel sondaggio dell'Associated Press. A fine anno fu premiato con l'Heisman Trophy e nominato All-American.
Horvath si laureò alla scuola dentistica nel 1945 e servì nella Marina per due anni. In seguito giocò come professionista per i Los Angeles Rams, che lo avevano scelto nel Draft NFL 1943, nel 1947 e 1948, prima di firmare coi Cleveland Browns del suo ex allenatore Paul Brown nel 1949. Coi Browns vinse il campionato della All-America Football Conference. Si ritirò a fine stagione.

## Palmarès

### Franchigia
- Campione AAFC: 1

Cleveland Browns: 1949

### Individuale
- Heisman Trophy - 1944
- Numero 22 ritirato dagli Ohio State Buckeyes
- College Football Hall of Fame

## Statistiche
NFL
| Yard corse | 186 |
| Touchdown  | 0   |